# Mariano Suárez
Mariano Suárez (ur. 8 października 1910 w San Andrés de Linares, zm. 7 października 1934 w Oviedo) – hiszpański męczennik, ofiara wojny domowej w Hiszpanii w latach 1936-39, błogosławiony Kościoła katolickiego.

## Życiorys
Urodził się w wielodzietnej rodzinie jako piąte dziecko. Uczęszczał do szkoły prowadzonej przez marystów w Oviedo. Później wstąpił do wyższego seminarium duchownego w Oviedo. Został zamordowany w wieku 23 lat w czasie wojny domowej w Hiszpanii 7 października 1934 roku w Oviedo. Jego ostatnie słowa brzmiały: „Dobry artylerzysta powinien umrzeć obok swego działa”. 7 listopada 2018 papież Franciszek podpisał dekret o jego męczeństwie. Beatyfikacja jego i innych 8 kleryków–męczenników z Oviedo odbyła się 9 marca 2019.  